# Camissonia strigulosa
Camissonia strigulosa är en dunörtsväxtart som först beskrevs av Fisch. och Mey., och fick sitt nu gällande namn av John Earle Raven. Camissonia strigulosa ingår i släktet Camissonia och familjen dunörtsväxter. Inga underarter finns listade i Catalogue of Life.

## Bildgalleri

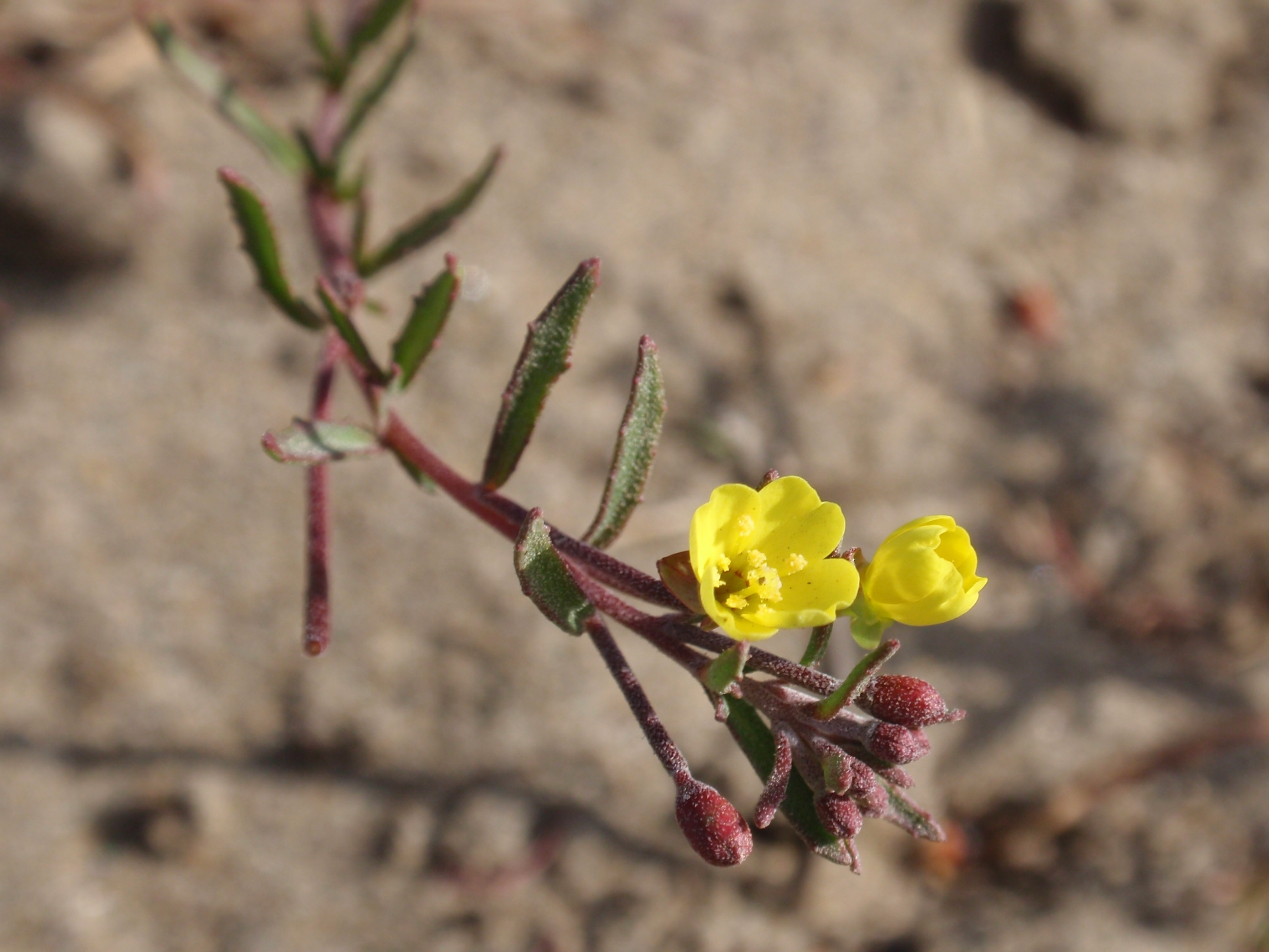
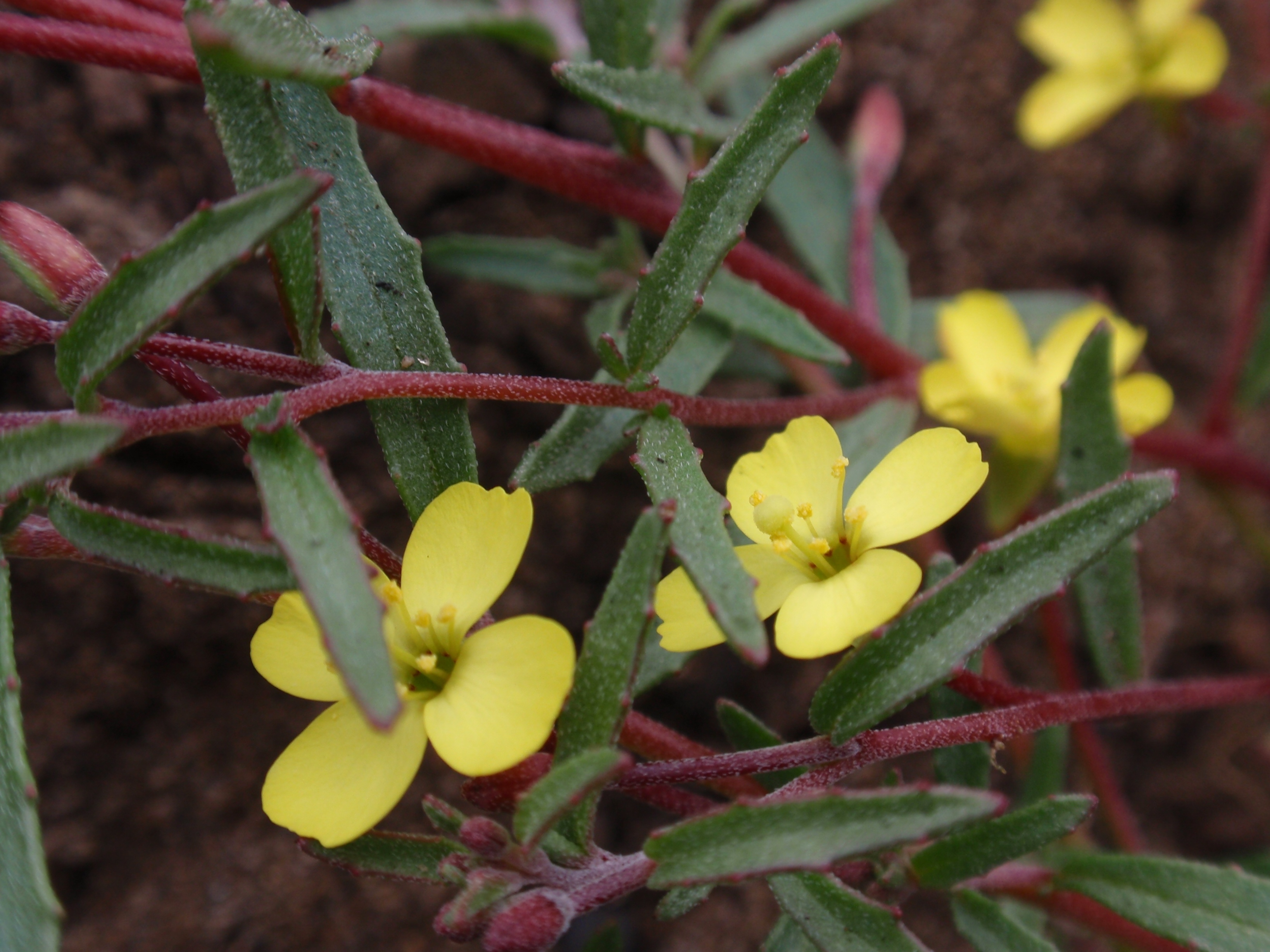